# Arte psichedelica

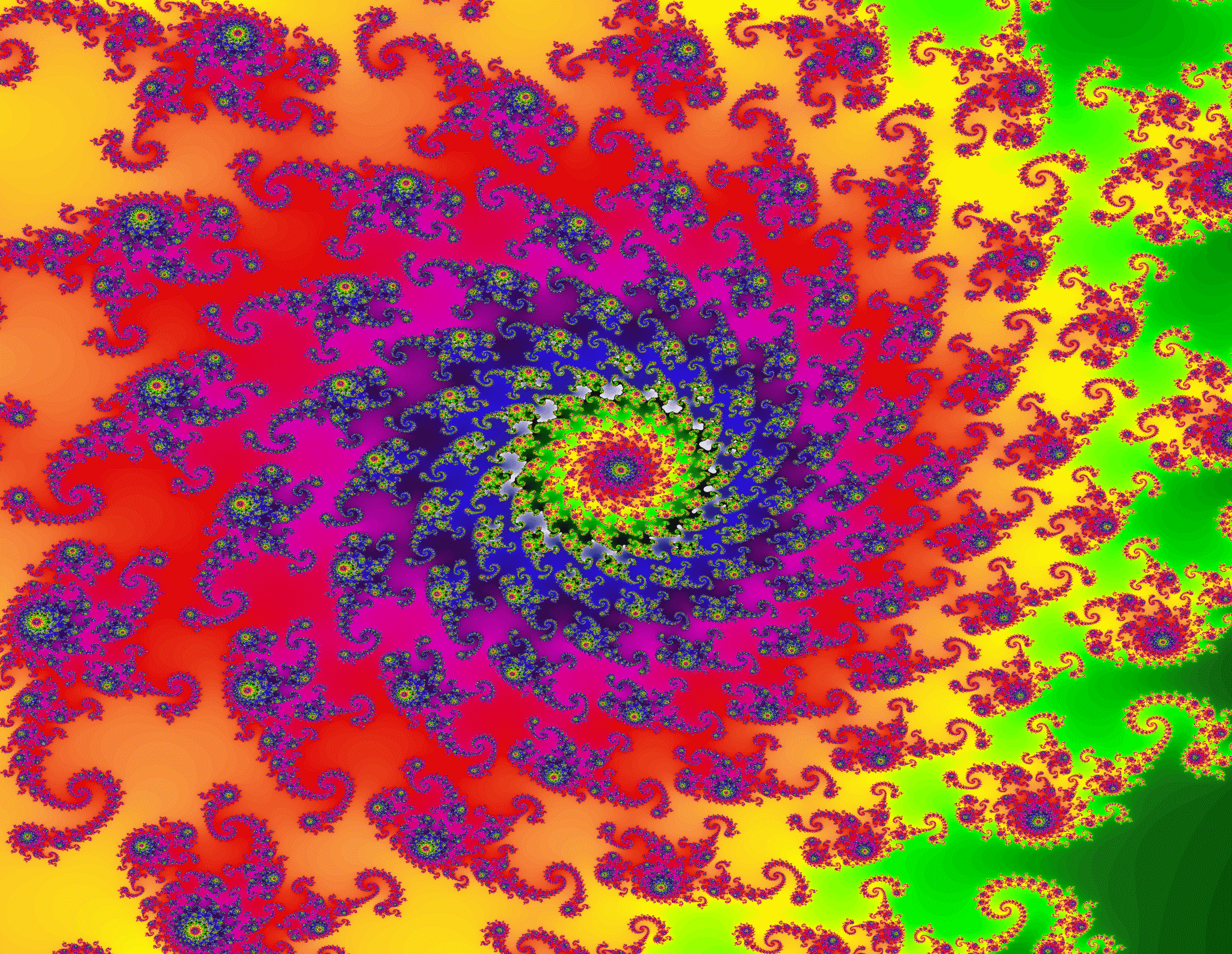
Tipica immagine psichedelica

L'arte psichedelica è qualsiasi tipo di arte visiva ispirata alle esperienze psichedeliche indotte da droghe come LSD, mescalina e psilocibina. Essa infatti è basata sul concetto che gli stati alterati di coscienza, prodotti da droghe psichedeliche, sono una fonte di ispirazione artistica. Tutti gli sforzi di rappresentare in modo artistico il mondo interiore della psiche possono essere considerati psichedelici. Nel linguaggio comune "arte psichedelica" si riferisce soprattutto al movimento artistico della controcultura del 1960; lo stile fiorì tra il 1966 e il 1972 circa. In questo periodo l'arte visiva psichedelica va a confluire con la musica rock psichedelica. I poster di concerti, le copertine degli album, ma anche i murales, i fumetti e più, vanno a riflettere non solo lo stato mentale provocato dalle allucinazioni indotte dall'LSD, ma anche i sentimenti rivoluzionari politici, sociali e spirituali ispirati dalle intuizioni derivate da questi stati psichedelici di coscienza.

## Caratteristiche principali
- colori contrastanti
- ripetizione di motivi
- disegni caleidoscopici e frattali
- oggetto fantastico, metafisico e surreale
- massima profondità di dettaglio o di stilizzazione di dettagli
- collage, spirali, cerchi concentrici, modelli di diffrazione e altri motivi
- Innovative tipografia e lettering a mano, compresi orditura e recepimento degli spazi positivi e negativi

## Ruolo nella musica
I principali sostenitori del movimento dell'arte psichedelica del 1960 sono stati a San Francisco artisti come: Rick Griffin, Victor Moscoso, Stanley Mouse & Alton Kelley, e Wes Wilson. Questi per i manifesti dei loro concerti utilizzavano l'arte psichedelica: colori saturi in evidente contrasto, testo riccamente ornato, forte composizione simmetrica, elementi di collage, distorsioni gomma-like, e iconografie bizzarre, tutti tratti distintivi dello stile dei poster dell'arte psichedelica. Anche se San Francisco è rimasto il fulcro dell'arte psichedelica nei primi anni del 1970, lo stile si è sviluppato anche a livello internazionale: l'artista inglese Bridget Riley è diventata famosa per i suoi dipinti ispirati ai modelli psichedelici; Mati Klarwein creò capolavori per gli album di Miles Davis; i Pink Floyd lavorarono a lungo con i progettisti con sede a Londra, Hipgnosis, per creare una grafica da supportare i concetti nei loro album, e così molti altri artisti come i Jefferson Airplane, John Van Hamersveld, Warren Dayton e Peter Max.
Janis Joplin possedeva una Mercedes Benz con colori psichedelici.